# Tintin i Sovjetunionen
Tintin i Sovjetunionen (tidligere Tintin i Sovjet, fransk originaltitel Tintin au pays des Soviets) er det første bind i Tintin-serien, skabt af tegneserieskaberen Hergé. Tintin i Sovjetunionen blev udgivet ugentligt i den belgiske børneavis Le Petit Vingtième i perioden fra den 10. januar 1929 til den 8. maj 1930.
Efter udgivelsen var Tintin blevet så populær at der blev afholdt en iscenesat begivenhed, der fandt sted den 8. maj 1930 hvor den 15 årige Lucien Pepermans spillede Tintin. Lucien Pepermans ankom til Bruxelles på Gare du Nord banegården iført russisk antræk sammen med en hvid hund og blev modtaget af en masse fans.
Historien er på 139 sider. Men da det belgiske bogforlag Les Éditions du Petit Vingtième udgav historien i bogform i 1930, manglede planche 99.
Siden har de fleste udgaver af historien været på 138 sider, men Fra Hergés arkiv og de første danske udgaver indeholder alle siderne.
Tintin i Sovjetunionen var længe det eneste bind, der ikke blev genudgivet, fordi Hergé havde fortrudt og var pinligt berørt over den research, han havde lavet til historien. Først i 1973 blev historien genudgivet i Archives Hergé (dansk: Fra Hergés arkiv, 1975), og først i 2017 blev historien så udgivet i farver på originalsproget, året efter på dansk.
I Danmark udgav Carlsen Comics første gang tegneserien i bogen Fra Hergés arkiv i 1975 og som selvstændigt album i 1985 begge under titlen Tintin i Sovjet, der blev oversat af Jørgen Sonnergaard og tekstet af Erik Mosegård Jensen. Titlen blev senere ændret til Tintin i Sovjetunionen, da Carlsen Comics udgav den igen i 2007 i miniudgave og i fundamentalistisk retroudgave, oversat af Niels Søndergaard. Senere har forlaget Cobolt udgivet Søndergaards oversættelse i forskellige versioner.

## Nogle franske udgaver
- 1929-1930: Les aventures de Tintin, reporter, au pays des Soviets. Fortsat serie i Le Petit Vingtième nr. 11, 10. januar 1929[8] – nr. 19, 8. maj 1930[9]. 139 tegneseriesider; 137 sort-hvide sider, side 100[10] og side 101[11] i farver.
- 1930-1932: Les aventures de Tintin et Mileu au pays des Soviets. Fortsat serie i Cœurs Vaillants nr. 47, 26. oktober 1930[12] – nr. 9, 28. februar 1932[13]. 138 tegneseriesider i sort-hvid.
- 1930: Les aventures de Tintin reporter du petit “vingtieme„ – Au pays des Soviets. Album fra Les éditions du petit vingtième.[14] 138 tegneseriesider i sort-hvid.[15]
- 1973: Archives Hergé 1.[3] 139 tegneseriesider i sort-hvid.[15] ISBN 2-203-00501-7.
- 2017: Les aventures de Tintin – Tintin au pays des Soviets. Officiel farveudgave; farvelagt af Michel Bareau. 138 tegneseriesider.[14] ISBN 978-2-203-13680-9.

## Danske udgaver
- 1975: Fra Hergés arkiv. 139 tegneseriesider i sort-hvid. Carlsen if, ISBN 87-562-0743-3.[4][5]
- 1985: Tintin i Sovjet – Originalversionen fra Le Petit Vingtième. 139 tegneseriesider i sort-hvid, totalt 148 sider. Carlsen Comics, ISBN 87-562-2782-5.[16][17]

|  | - 1992: 2. oplag. |  | - 2001: 3. oplag. |

- 2004: Tintins oplevelser nr. 0 (gammel standardusgave). Tintin i Sovjet. 2. udgave, 1. oplag. 139 tegneseriesider i sort-hvid, totalt 148 sider. Carlsen Comics, ISBN 87-626-7674-1. To versioner med forskellige bagsider.[20][21]
- 2007: Tintins oplevelser nr. 1 (minicomics). Tintin i Sovjetunionen. 3. udgave. 138 tegneseriesider i sort-hvid, totalt 152 sider, indbundet. Carlsen, ISBN 978-87-626-0780-4.[22][23]
- 2007: Tintins oplevelser (fundamentalistisk retroudgave, forløber for Reporteren Tintins oplevelser). Tintin i Sovjetunionen. 4. udgave. 138 tegneseriesider i sort-hvid, totalt 148 sider, indbundet. Carlsen Comics, ISBN 978-87-626-0781-1.[24] Fra 2. oplag, 2014, udgivet af Cobolt, ISBN 978-87-7085-186-2.[25]
- 2018: Tintins oplevelser. Tintin i Sovjetunionen. 5. udgave. 138 tegneseriesider i farver, totalt 152 sider, indbundet. Cobolt, ISBN 978-87-7085-710-9.[7]
  - 2022: 2. oplag.[26]
- 2019: Tintins oplevelser (ny standardudgave). Tintin i Sovjetunionen. 6. udgave. 138 tegneseriesider i sort-hvid, totalt 148 sider. Cobolt, ISBN 978-87-7085-763-5.[27]
  - 2022: 2. oplag.[28]